# Парадокс (телесериал, Великобритания)
Парадокс (англ. Paradox) — фантастический криминальный сериал британских режиссёров Саймона Селлана Джоунс (англ. Simon Cellan-Jones) и Омара Мадха (англ. Omar Madha). Сериал в прокате с 2009 года.
Из-за низких рейтингов в течение показа эпизодов и получило главным образом отрицательные отзывы от критиков, Би-би-си закрыл сериал.

## Сюжет
Астро-физик Кристиан Кинг получает со спутника фотографии разных объектов под разным углом и ракурсом так, что не всегда ясно что именно на фотографии. Потом выясняется что эти фото «пазлы» головоломки приближающейся смерти какого-то человека, будь-то от несчастного стечения обстоятельств или убийства. Поняв, что от того, как быстро они расшифруют эти фотофрагменты и поймут где это должно произойти зависит чья-то жизнь, Кристиан вместе с только что организованной секретной группой полицейских, постепенно расшифровывают, что означает каждая деталь загадочного послания, ведь когда это произойдет, они точно знают. Теперь остаётся предотвратить трагические события и попробовать изменить предначертанное будущее. Но вот тут-то и начинает приоткрываться странная природа времени с её причинно-следственными связями…

## В ролях
- Иман Эллиот (англ. Emun Elliot)
- Тамзин Аутуэйт
- Чике Оконкво (англ. Chike Okonkwo)
- Пуки Куэснел (англ. Pooky Quesnel)
- Лоркан Кранич (англ. Lorcan Cranitch)
- Эбигейл Дейвис (англ. Abigail Davies)
- и другие.

## Сезоны
Снят только один сезон из 5 серий. Каждая серия имеет свою законченную ситуацию, но все серии объединены в одну общую тему, раскрывающую особенности свойств времени.